# Amargatitanis
Amargatitanis („titán ze souvrství La Amarga“) byl rod sauropodního býložravého dinosaura, který žil v období rané křídy (asi před 130 až 123 miliony let) na území dnešní Argentiny (geologické souvrství La Amarga). Tělo tohoto středně velkého sauropoda bylo robustní a zavalité.

## Popis
Tento dinosaurus měl, stejně jako ostatní sauropodi, malou hlavu na dlouhém krku, silné tělo a čtyři sloupovité končetiny. Zkameněliny několika jedinců tohoto dinosaura (kat. označení MACN PV N51, 53, a 34) byly poprvé objeveny v roce 1983 a popsány paleontologem Sebastianem Apesteguíou v roce 2007. Studie z roku 2016 prokázala, že šlo o zástupce čeledi Dicraeosauridae.
Podle výzkumu z roku 2021 může tento taxon reprezentovat pouze dospělé (odrostlejší) vývojové stadium lépe známého rodu Amargasaurus.